# Mitsu (distrito)
Mitsu (御津郡; -gun) é um distrito localizado na Província de Okayama, no Japão.
Em 2003 a população do distrito era estimada em 22 923 e a densidade populacional era de 66,42 habitantes por km². A área total é de 345,10 km².

## Cidades e vilas
- Kamogawa
- Mitsu
- Takebe